# جورج جيبسون (لاعب كرة قدم)
جورج جيبسون (بالإنجليزية: George Gibson)‏ (1 يناير 1914 بستوك أون ترينت في المملكة المتحدة - 30 ديسمبر 1990) هو لاعب كرة قدم بريطاني (وحمل سابقاً جنسية المملكة المتحدة لبريطانيا العظمى وأيرلندا) في مركز مهاجم داخلي. لعب مع برادفورد سيتي وليسبورن ديستليري وليستر سيتي ونادي روبيه ونادي سندرلاند ونادي شيلبورن ونادي فالينسيان وفريكلي أثلتيك ‏ ونادي ووركينغتون.

## وصلات خارجية
- جورج جيبسون على موقع قاعدة بيانات كرة القدم.إي يو (الإنجليزية)